# Ziegra-Knobelsdorf
Ziegra-Knobelsdorf este o comună din landul Saxonia, Germania.